# Condado de San Bartolomé de Jala
El condado de San Bartolomé de Jala es un título nobiliario español concedido el 3 de enero de 1746 (Real Despacho de 8 de julio de 1749) por el rey Felipe V, con el vizcondado previo de Casa Pedroso, a Manuel Rodríguez-Sáenz de Pedroso y Verdusco, caballero de la Orden Santiago, comandante de milicias en México.

## Condes de San Bartolomé de Jala
|                       | Titular                                                    | Periodo               |
| Creación por Felipe V | Creación por Felipe V                                      | Creación por Felipe V |
| --------------------- | ---------------------------------------------------------- | --------------------- |
| I                     | Manuel Rodríguez-Sáenz de Pedroso y Verdusco               | 1746-1772             |
| II                    | Antonio Rodríguez de Pedroso y Soria                       | 1772-1817             |
| III                   | María Josefa Rodríguez de Pedroso y de la Cotera           | 1817-1819             |
| IV                    | Pedro José María Romero de Terreros y Rodriguez de Pedroso | 1819-1846             |
| V                     | Juan Nepomuceno Romero de Terreros y Villamil              | 1849-1862             |
| VI                    | Guadalupe Romero de Terreros y Goribar                     | 1867-                 |
| VII                   | María del Carmen Rincón-Gallardo y Romero de Terreros      | 1921-                 |
| VIII                  | Luis de Potestad y Ortiz de la Huerta                      | 1970-                 |
| IX                    | Luis de Potestad Clemens                                   | 2006-                 |

## Historia de los condes de San Bartolomé de Jala
- Manuel Rodríguez-Sáenz de Pedroso y Verdusco (Viguera 31 de marzo de 1697-17 de enero de 1772), I conde de San Bartolomé de Jala.[2]

Casó primero en Ciudad de México el 13 de diciembre de 1722 con Juana García de Arellano y Romero.
Casó por segunda vez en Ciudad de México el 23 de abril de 1732 con Josefa Petronila de Soria y Villarroel.
- Antonio Rodríguez de Pedroso y Soria (b. Ciudad de México 31 de enero de 1735), II conde de San Bartolomé de Jala.

Casó con Gertrudis Ignacia de la Cotera y Rivas-Cacho
- María Josefa Rodríguez de Pedroso y de la Cotera, III condesa de San Bartolomé de Jala, V Marquesa de Villahermosa de Alfaro.

Casó el 20 de abril de 1735 con Pedro Ramón Romero de Terreros y Trebuesto, II conde de Regla.
- Pedro José María Romero de Terreros y Rodriguez de Pedroso, IV conde de San Bartolomé de Jala, III conde de Regla, VI marqués de Villahermosa de Alfaro, II marqués de San Cristóbal.
- Juan Nepomuceno Romero de Terreros y Villamil, V conde de San Bartolomé de Jala.
- Guadalupe Romero de Terreros y Goribar, VI condesa de San Bartolomé de Jala.

Casó con Antonio Algara y Cervantes.
- María del Carmen Rincón-Gallardo y Romero de Terreros, VII condesa de San Bartolomé de Jala.

Casó con Rafael Ortiz de la Huerta y Flores.
- Luis Potestad y Ortiz de la Huerta, VIII conde de San Bartolomé de Jala.[3]
- Luis de Potestad Clemens, IX conde de San Bartolomé de Jala.[4]